# Weybridge (Vermont)
Weybridge és una població dels Estats Units a l'estat de Vermont. Segons el cens del 2000 tenia 824 habitants.

## Demografia
Segons el cens del 2000, Weybridge tenia 824 habitants, 322 habitatges, i 230 famílies. La densitat de població era de 18,7 habitants per km².
Dels 322 habitatges en un 32,9% hi vivien nens de menys de 18 anys, en un 64,3% hi vivien parelles casades, en un 4,3% dones solteres, i en un 28,3% no eren unitats familiars. En el 20,8% dels habitatges hi vivien persones soles el 10,9% de les quals corresponia a persones de 65 anys o més que vivien soles. El nombre mitjà de persones vivint en cada habitatge era de 2,56 i el nombre mitjà de persones que vivien en cada família era de 2,99.
Per edats la població es repartia de la següent manera: un 25% tenia menys de 18 anys, un 4,5% entre 18 i 24, un 26,9% entre 25 i 44, un 28,6% de 45 a 60 i un 14,9% 65 anys o més.
L'edat mediana era de 41 anys. Per cada 100 dones de 18 o més anys hi havia 94,3 homes.
La renda mediana per habitatge era de 51.833 $ i la renda mediana per família de 56.591 $. Els homes tenien una renda mediana de 35.833 $ mentre que les dones 30.089 $. La renda per capita de la població era de 24.735 $. Entorn del 2,2% de les famílies i el 3,6% de la població estaven per davall del llindar de pobresa.